# Straufhain
Straufhain é um município da Alemanha localizado no distrito de Hildburghausen, estado da Turíngia.